# Centro Internationale Handelsbank
Centro Internationale Handelsbank AG (Centrobank) – dawny austriacki bank komercyjny z siedzibą w Wiedniu, działający w latach 1973–2001, którego współwłaścicielem był Bank Handlowy w Warszawie.

## Historia
Bank założony został w 1973 przez Bank Handlowy w Warszawie (BHW) oraz sześć banków z Austrii, Francji, Wielkiej Brytanii i Włoch w celu obsługi międzynarodowej wymiany handlowej. Działał w formie spółki akcyjnej na prawie austriackim. Akcjonariusze posiadali równe pakiety akcji.
W 1984 akcjonariuszem banku został Raiffeisen Zentralbank (RZB).
Od 1998 BHW posiadał 45,1% akcji banku.
W marcu 2001 Citigroup, będące właścicielem BHW, ogłosiło zamiar sprzedaży akcji Centrobanku. W maju 2001 akcje banku będące w posiadaniu BHW zostały zakupione przez RZB za 2,19 mln PLN, który objął 80% akcji spółki i przekształcił ją w wyspecjalizowany bank zamujący się produktami strukturyzowanymi, produktami skarbowymi oraz bankowością transakcyjną pod nazwą Raiffeisen Centrobank. We wrześniu 2001 transakcja została zaakceptowana przez Komisję Europejską. 
W 2002 RZB stał się właścicielem 100% akcji Centrobanku.
Pod koniec działalności bank zatrudniał 96 osób i był członkiem giełd w Brukseli, Frankfurcie, Stuttgarcie, Wiedniu oraz działał na Bliskim Wschodzie.